# Mạnh Đặc Mục
Mạnh Đặc Mục (tiếng Mãn: ᡩᡠᡩᡠ
 ᠮᡝᡢᡨᡝ᠋ᠮᡠ, chuyển tả: dudu mengtemu, tiếng Trung: 孟特穆; bính âm: Mèngtèmù, 1370 - 1433), cũng gọi là Mãnh Ca Thiếp Mộc Nhĩ/Nhi (猛哥帖木耳, 猛哥帖木兒), là thủ lĩnh bộ lạc Oát Đóa Lý vào cuối thời nhà Nguyên, đầu thời nhà Minh. Ông được các hoàng đế nhà Thanh truy tôn là thủy tổ của hoàng tộc Ái Tân Giác La, thụy hiệu là Nguyên Hoàng đế, miếu hiệu là Triệu Tổ.
Vào thời nhà Nguyên, ba bộ lạc Nữ Chân là Hồ Lý Cải (胡里改), Thác Ôn (托溫) và Oát Đóa Lý (斡朵里) sống tại khu vực ven Tùng Hoa Giang và Mẫu Đơn Giang (thuộc huyện Y Lan của tỉnh Hắc Long Giang ngày nay), sau đó thiên di về phía lưu vực Đồ Môn Giang. Vào thời nhà Nguyên khu vực này thuộc Hề Quan tổng quản phủ.
Sau khi đánh đuổi người Mông Cổ, giành lại hoàng vị cho người Hán, để đề phòng sự trở lại của người Mông Cổ, năm 1388, Minh đế Chu Nguyên Chương đã phái sứ thần liên hệ với ba bộ lạc Nữ Chân để lập liên minh đối phó với Mông Cổ. Đến năm, Vĩnh Lạc thứ nhất (1403), tại địa phận của Hồ Lý Cải bộ thiết lập Kiến Châu vệ, nay là lưu vực Tuy Phân Hà (sông Razdolnaya), thủ lĩnh Hồ Lý Cải Bộ A Cáp Xuất (阿哈出) (được ban tên Hán là Lý Thừa Thiện (李承善)) làm chỉ huy sứ. Sau đó, Oát Đóa Lý bộ lại lập Kiến Châu tả vệ, Mạnh Đặc Mục làm chỉ huy sứ.
Mạnh Đặc Mục làm Kiến Châu tả vệ chỉ huy sứ từ 1405-1433. Ông là phụ thân của Sung Thiện, tổ phụ của Tích Bảo Tề Thiên Cổ, tằng tổ phụ của Phúc Mãn, cao tổ phụ của Giác Xương An, tổ tiên 6 đời của Tháp Khắc Thế, tổ tiên 7 đời của Thanh Thái Tổ Nỗ Nhĩ Cáp Xích. Sau khi quân Thanh tiến vào Trung Nguyên, nhà Thanh truy tôn ông là Nguyên Hoàng đế, miếu hiệu là Triệu Tổ.